# Villa Capponi (Sesto Fiorentino)
Villa Capponi si trova a Querceto, nel comune di Sesto Fiorentino, nella città metropolitana di Firenze.
In origine appartenuta alla famiglia Della Tosa e in seguito a quella dei Capponi, è immersa in un grande parco e ha conservato il monumentale impianto rinascimentale seppure con modifiche posteriori.
Dal 1930 al 2013 la villa ospitò un monastero femminile dedicato a San Domenico.
Tra le opere d'arte, il "Cristo crocifisso" ligneo policromato del XIV secolo, chiamato il Crocifisso di Chiarito perché appartenuto alla comunità domenicana delle monache del Beato Chiarito, e ha sempre accompagnato le monache nei numerosi cambiamenti di sede cui sono state costrette dalle vicende storiche; e un bel dipinto, datato 1520 e vicino ai modi di Ridolfo del Ghirlandaio, che raffigura la "Vergine con due sante che protegge con il suo manto la comunità di monache".